# Øystein Slettemark
Øystein Slettemark est un biathlète et fondeur groenlandais, qui a représenté aussi le Danemark, né le 26 août 1967 à Rio de Janeiro au Brésil.

## Biographie
Il est né de parents norvégiens et commence à s'entraîner en ski de fond. Il tente de percer dans l'équipe nationale norvégienne mais il fait face à une importante concurrence, notamment composée de Bjørn Dæhlie et Kristen Skjeldal. Il ne persiste pas dans cette discipline et se concentre plutôt sur ses études et effectue son service militaire. Il se rend ensuite au Groenland en 1994 avec sa petite amie qu'il a rencontré lors de ses études Uiloq Slettemark qui est biathlète. Il démarre la pratique du biathlon effectivement en 2001, s'entraînant à Nuuk. Il crée la Fédération groenlandaise de biathlon et en assure le fonctionnement et est également entraîneur de l'équipe nationale.
Malgré une hernie discale contractée trois ans plus tard, il continue à s'entraîner et espère obtenir le passeport groenlandais après cinq ans de résidence sur l'île.
Il entretient un contact régulier avec des biathlètes norvégiens comme Ole Einar Bjørndalen, Lars Berger ou encore Alexander Os.
Sa fille Ukaleq et son fils Sondre sont aussi biathlètes.

## Carrière en biathlon
Il représente le Danemark aux Jeux olympiques d'hiver de 2010 où il est 86e du sprint et 88e de l'individuel.
En Coupe du monde de biathlon, dont il prend part depuis la saison 2001-2002, son meilleur résultat est une 49e place au sprint de Fort Kent lors de la saison 2003-2004.
Il prend part aussi à neuf éditions des Championnats du monde entre 2003 et 2013, année où il met fin à sa carrière sportive internationale. Son meilleur résultat en mondial est une 77e place en sprint à l'édition 2007.

## Carrière en ski de fond
Aux Championnats du monde 2003, il se classe 54e du cinquante kilomètres libre. Aux Championnats du monde 2009, il n'est pas classé sur cette même épreuve. Aux Championnats du monde 2013, il est 88e du quinze kilomètres libre.
Il remporte quatre fois l'Arctic Circle Race, course longue de 160 kilomètres.